# Megosztásos-keveréses szintézis
A megosztásos-keveréses szintézis (M&K szintézis) a kombinatorikus kémia egyik módszere, amely kombinatorikus vegyülettárak előállítására használható. Ez egy lépcsőzetes, rendkívül hatékony kémiai szintetikus folyamat, amely ismételt ciklusokban valósul meg. Az eljárás lehetővé teszi több millió vagy akár milliárd vegyület előállítását keverékként, amelyet a gyógyszerkutatásban hasznosíthatnak.

## Története
A hagyományos módszerek szerint a legtöbb szerves vegyületet egyenként szintetizálják építőelemekből, amelyek egymás után, lépcsőzetesen összekapcsolják őket. 1982 előtt nem volt lehetőség egyetlen eljárással több száz vagy több ezer vegyület előállítására sem. Tehát a Furka Árpád professzor (Eötvös Loránd Tudományegyetem Szerves Kémiai Tanszék) által feltalált megosztásos-keveréses módszer produktivitása 1982-ben, első látásra hihetetlennek tűnt. A módszert még ugyanabban az évben közjegyzői okiratban leírták és hitelesítették. A dokumentum magyar nyelvű. de angolra is lefordították. A találmányhoz vezető motivációkat egy 2002-es cikk A találmányhoz vezető motivációkat egy 2002-es cikk tartalmazza. A módszert először 1988-ban tették közzé nemzetközi kongresszusokon, majd 1991-ben nyomtatásban.

## A megosztásos-keveréses szintézis és jellemzői

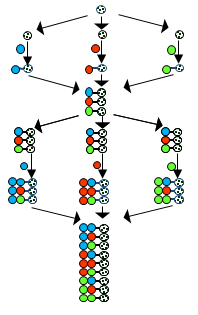
Az M&K szintézis folyamatábrája. Körök: színes építő vegyületek (blokkok), fekete-fehér hordozó, divergens nyilak: egyenlő részekre osztás, függőleges nyilak: kapcsolás; konvergens nyilak: keverés

A megosztásos-keveréses szintézis eltér a hagyományos szintetikus módszerektől. Fontos újdonság a vegyületkeverékek alkalmazása az eljárásban. Ez az oka a példátlanul magas termelékenységének. A módszert használva egyetlen vegyész több vegyületet tud előállítani egy hét alatt, mint amennyit az K&M szintézis bevezetése előtt, a kémia teljes története során előállított a valaha élt összes vegyész. A K&M szintézist lépésenként alkalmazzák, három művelet megismétlésével a folyamat minden lépésében:
- Egy összetett keverék egyenlő részekre osztása
- Egy-egy különböző blokkok csatlakoztatása minden részhez
- Az adagokat egyesítse és alapos összekeverése

Az eredeti módszer Merrifield szilárd fázisú szintézisén alapul.
Az eljárást az ábrán a folyamatábra szemlélteti, amely egy kétciklusú szintézist mutat be, mindkét ciklusban ugyanazt a három építő-vegyületet (blokkot) használva. A K&M szintézisben a szilárd fázisú módszer megválasztása észszerű, mert ellenkező esetben a melléktermékek eltávolítása a vegyületkeverékből nagyon nehéz lenne.

## Hatékonyság

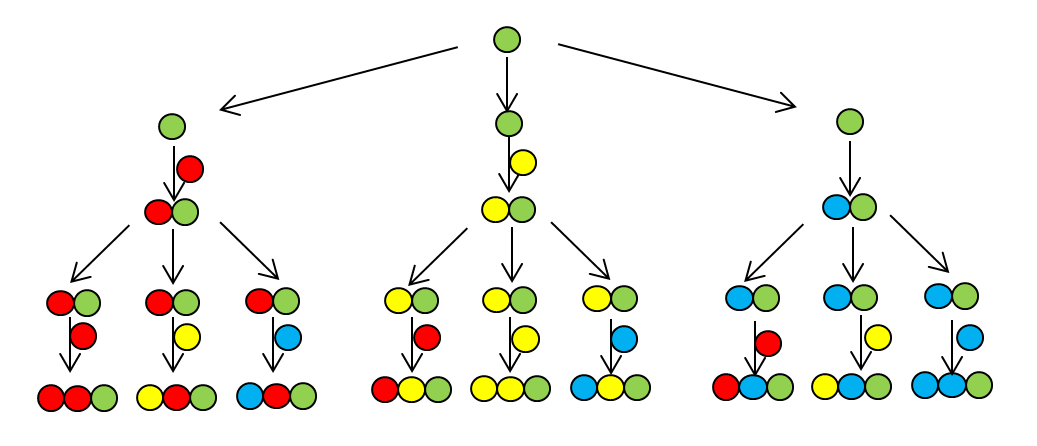
Kombinatorikus peptidtár szintézise hagyományos módszerrel. A kapcsolások során képződő minden peptid szétosztandó és reagáltatandó a következő kapcsolási lépés valamely aminosavával

A módszer legfontosabb jellemzője a nagy hatékonyság. Egy n lépésből álló szintézisben azonos számú építőelemet használva (k) minden lépésben, a vegyületek száma a képződő kombinatorikus tárban (N):
{\displaystyle N=k^{n}}
Ez azt jelenti, hogy a komponensek száma a lépések (ciklusok) számával exponenciálisan növekszik, míg a szükséges kapcsolások száma csak lineárisan emelkedik. Ha eltérő számú építőelemet használunk a ciklusokban (k1, k2, k3....kn), akkor a képződő komponensek száma:
{\displaystyle N=k_{1}\cdot k_{2}\cdot k_{3}\cdot \dots k_{n}}
Az eljárásnak ez a tulajdonsága gyakorlatilag korlátlan számú vegyület szintézisére ad lehetőséget. Például, ha 1000 építőelemet használnak fel négy ciklusban, akkor várhatóan 1 billió vegyület képződik. A szükséges kapcsolások száma mindössze 4000!

## A nagy hatásfok oka
Racionalizált hagyományos szintézis. Minden egyes képződött vegyületet felosztanak, majd a következő lépés egyik reagensével reagáltatják
A rendkívüli hatékonyság magyarázata a keverékek alkalmazása a szintézis lépéseiben. Ha egy hagyományos reakcióban egy vegyületet egy reagenssel kapcsolunk össze, egy új vegyület keletkezik. Ha n komponenst tartalmazó vegyületkeveréket egyetlen reagenssel kapcsolunk, akkor az egyetlen kapcsolásban képződő új vegyületek száma n. A hagyományos és a M&K szintézis közötti különbséget meggyőzően mutatja a kapcsolási lépések száma a hagyományos és a 3,2 millió pentapeptid M&K szintézisében.
Hagyományos szintézis: 3 200 000 x 5 = 16 000 000 kapcsolási lépése kb 40 000 évig tartana, míg az M&K szintézis: 20 x 5 = 100 kapcsolási lépése megvalósítható kb. 5 nap alatt.
Lehetőség van a hagyományos szintézis racionális módon történő végrehajtására, ahogy az az ábrán látható. Ebben az esetben a csatolási ciklusok száma:
20+400+8000+160000+3200000=3368420 kb. 9200 év

## Az alkotóelemek számának elméleti felső határa
Amint azt gyakran említetik, az M&K módszer korlátlan számú vegyület szintetizálását teszi lehetővé. Valójában a komponensek elméleti maximális száma a vegyülettár mólokban kifejezett mennyiségétől függ. Ha például 1 mol tárat szintetizálunk, a komponensek maximális száma megegyezik az Avogadro-számmal: 6,02214076·1023
Egy ilyen vegyülettárban minden komponenst egyetlen molekula képvisel.

## A vegyülettár komponensei egyenlő moláris mennyiségben képződnek
Az M&K szintézisben a vegyülettárak komponensei közel azonos moláris mennyiségben képződjenek amennyiben a kapcsolások kémiája ezt lehetővé. Ezt a keverékek egyenlő mintákra osztása és az egyesített minta homogenizálása teszi lehetővé. A tár komponenseinek azonos moláris mennyisége nagyon fontos az alkalmazhatóságot tekintve. A vegyületek nem egyenlő mennyiségben való jelenléte nehézségeket okozhat a biológiai hatásvizsgálatok eredményeinek értékelésében. A szilárdfázisú módszer lehetővé teszi a reagensek feleslegben történő felhasználását – és ez által a teljes átalakulás közelítését - mivel a felesleg könnyen eltávolítható szűréssel.

## Két keverék felhasználásának lehetősége a szintézisben
Elvileg két keverék alkalmazása a szintézis minden lépésében, ugyanazt a kombinatorikus tárat eredményezheti, mint az M&K módszer. Az építőblokkok reakciókészségében mutatkozó különbségek azonban nagy különbségeket okoznak a képződő komponensek mólarányában, és a különbségek minden lépés után várhatóan növekedni fognak. Bár jelentős mennyiségű munka lenne megtakarítható meg a kétkeverékes megközelítés alkalmazásával, amikor nagyszámú építőblokkot kapcsolunk mindegyik pozícióban, tanácsos ragaszkodni a szokásosan használt M&K eljáráshoz.

## Az összes szerkezeti változat jelenléte a kombinatorikus tárban
Az M&K szintézis során képződő kombinatorikus vegyülettárak egyik jellemzője az, hogy az építőblokkok szerkezetéből levezethető összes szerkezeti változatot tartalmazza. Ezt csak az M&K módszerrel lehet egyetlen folyamatban elérni. Másrészt, ha az összes lehetséges szerkezeti változat jelen van a vegyülettárban, az azt mutatja, hogy a tár kombinatorikus, és az, M&K szintézissel készült.

## Egy vegyület képződése a hordozó szemcséiben

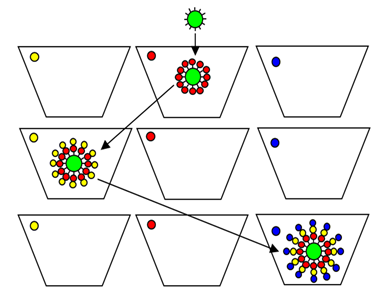
Egyetlen vegyület képződik minden szemcsén

Egyetlen vegyület képződése minden szemcsén Ha egyetlen építőblokkot használunk a vegyületkeverékekkel történő kapcsolásokban, akkor minden szemcsében csupán egyetlen vegyület képződik. Az un. Egy Szemcse-Egy-Vegyület (angolul OBOC) vegyülettárak kialakulása az M&K szintézis velejárója. Az ok az ábrán látható. Bármely kiválasztott szemcsében képződött vegyület szerkezete attól függ, hogy a szemcse véletlenszerűen mely reakcióedényekbe kerül a szintézis során. Az a kémikus döntésétől függ, hogy a tárat kötött (OBOC) vagy lehasított formában használja-e.

## A megosztásos-keveréses szintézis megvalósítása

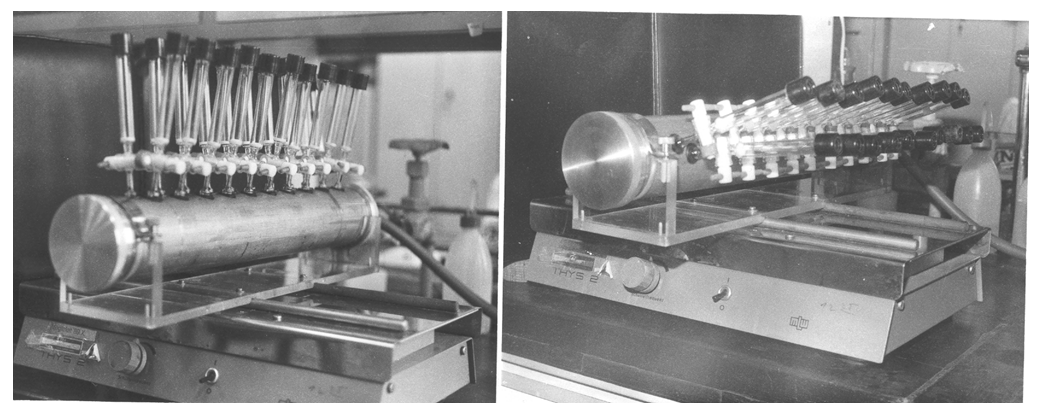
Manuális S&K szintetizátor

Az M&K szintézist először szilárd hordozón lévő peptidtárak előállítására alkalmazták. A szintézisre használt készülék egy laboratóriumi rázógépre szerelt 20 lyukkal ellátott alumínium cső, amelyet vízsugárszivattyúval van összekötve. A cső lyukaiban 20 reakcióedényt lehet gumigyűrű csatlakozással rögzíteni. A cső egyik vége zárt, másik vége pedig egy hulladéktartályhoz és azon keresztül vízsugár szivattyúhoz van csatlakoztatva. A baloldalon a töltés és a szűrés, a jobb oldalon a kapcsolási-rázási helyzet látható. A kombinatorikus kémia korai éveiben az AdvancedChemTech (Louisville KY, USA) egy automata gépet építettek és forgalmaznak ma is. Az M&K szintézis összes művelete automatikusan, számítógépes vezérléssel történik. Jelenleg a Titan 357 automatikus szintetizátor elérhető az aapptec-nél (Louisville KY, USA).

## Kódolt megosztásos-keveréses szintézis
Bár az M&K szintézis során minden szemcsén egyetlen vegyület képződik, annak szerkezete nem ismert. Emiatt kódolási módszereket vezettek be, amelyek segítenek meghatározni a kiválasztott szemcsében lévő vegyület azonosságát. A kódoló molekulákat az építő blokkokkal párhuzamosan kapcsolják a hordozóhoz. A kódoló molekulákra jellemző, hogy szerkezetüket könnyebb meghatározni, mint a szemcséken lévő vegyület szerkezetét. Ohlmeyer és munkatársai közzétettek egy bináris kódolási módszert. 18 jelölőmolekulából álló keverékeket használtak, amelyeket a szemcsékről történő lehasításuk után gázkromatográfia segítségével azonosítottak. Nikolajev és munkatársai peptidszekvenciákat Sarkar és munkatársai penténsavamidok oligomerjeit használta kombinatorikus tárak kódolására Kerr és munkatársai bevezették a kódolás innovatív fajtáját. A szemcsékhez egy ortogonálisan védett, eltávolítható bifunkciós linkert erősítettek. A linker egyik végét a vegyülettár építőblokkjainak kapcsolására használták, míg a másik végéhez pedig a kódoló aminosavhármasokat kapcsoltak. Az egyik legkorábbi és nagyon sikeres kódolási módszert Brenner és Lerner vezette be 1992-ben. Azt javasolták, hogy DNS-oligomereket kapcsoljanak a szemcsékhez, amelyekben a nukleotidok sorrendje kódolja a szerkezetet. A módszert Nielsen, Brenner és Janda valósította meg, amelyben Kerr és munkatársai bifunkcionális linkerét használták kódoló DNS-oligomerek rögzítésére.

## Megosztásos-keveréses szintézis oldatban
Han és munkatársai olyan módszert írtak le, amely lehetővé tette az M&K szintézis nagy hatékonyságának és a homogén közeg előnyeinek megtartását a kémiai reakciókban. Módszerükben a polietilénglikolt (PEG) használták oldható hordozóként a peptidtárak szintézisében.
MeO-CH2-CH2-O-(CH2-CH2-O)n-CH2-CH2-OH
A PEG alkalmasnak bizonyult erre a célra, mivel sokféle vizes és szerves oldószerben oldódik, és oldhatósága homogén reakciókörülményeket biztosít még akkor is, ha
a kapcsolt molekula oldhatatlan a reakcióközegben. A polimer és a hozzá kötött szintetizált vegyületek elkülönítése az oldatból kicsapással és szűréssel történhet. A kicsapáshoz a reakcióoldatokat betöményíteni, majd dietil-éterrel vagy terc-butil-metil-éterrel hígítani kell. Gondosan ellenőrzött kicsapási körülmények között a polimer a megkötött termékekkel kristályos formában kicsapódik, és a nem kívánt reagensek oldatban maradnak.

## A szilárd hordozón a képződő vegyületek száma nem haladhatja meg a szemcsék számát
Mivel az M&K szintézis során minden szemcsén egyetlen vegyület képződik, ennek az a következménye, hogy a képződő vegyületek száma nem haladhatja meg a szemcsék számát. Tehát a vegyületek elméleti maximális száma a szilárd hordozó mennyiségétől és a szemcsék méretétől függ. 1 g polisztirol gyantán például maximum 2 millió vegyület állítható elő, ha a gyantaszemcsék átmérője 90 μm, és 2 milliárd 10 μm szemcseméret esetén. A gyakorlatban a szilárd hordozót feleslegben (gyakran tízszeresen) használják fel annak biztosítására, hogy minden elvárt komponens létrejöjjön. A fenti korlátozás teljesen megszűnik, ha a szilárd hordozót elhagyják, és a szintézist oldatban hajtják végre. Harbury és Halpin egy fontos módosítást vezetett be a DNS által kódolt kombinatorikus tárak szintézisébe. A szilárd hordozót esetükben a kódoló DNS-oligomerek helyettesítik. Ez lehetővé teszi akár több milliárd komponenst tartalmazó tárak szintezisét és a célmolekulához történő kötődésük alapján történő kiválasztását. Az oldatfázisú M&K szintézis egy másik módja a un. scavenger gyanták alkalmazása a melléktermékek eltávolítására. A scavenger gyanták olyan funkcionális csoportokkal rendelkező polimerek, amelyek lehetővé teszik az alkalmazott reagensek feleslegének megkötését, majd és kiszűrését a reakcióelegyből Két példa: primer aminocsoportokat tartalmazó gyanta képes eltávolítani az acil-kloridok feleslegét reakcióelegyekből, míg az acil-klorid gyanta az aminokat köti meg. Curran eljárása funkcionalizált perfluor-alkil (Rf) csoportokat alkalmaz, mint például a 4,4,5,5,6,6,7,7,8,8,9,9,9-tridekafluorononil-{ CF3(CF2)4CF2CH2CH−2 } csoport, amely vagy a szubsztrátumokhoz vagy a reagensekhez kapcsolódik. Az Rf csoportok lehetővé teszik a termék vagy a reagensek eltávolítását a reakcióelegyből.

## DNS-kódolású kombinatorikus vegyülettárak
Többféle DNS kódolási módszert publikáltak. Ezek közül a gyógyszerkutatás szempontjából a legelőremutatóbb módszert az ún. egy farmakoforos kombinatorikus tárak képezik.
Az ilyen tárban minden vegyületet a hozzá kapcsolódó és egyedül rá jellemző DNS szekvencia kódol. Ennek szintézise során az M&K szintézis három műveletből álló ciklusa egy negyedik művelettel bővül.
1. Megosztás
2. Az építő blokk kapcsolása
3. A DNS oligomer kapcsolása
4. Keverés

Ha a tár szintéziséhez három blokkot használnak, akkor a kombinatorikus tár minden tagja a következő szerkezetet mutatja.
A DNS-sel kódolt kombinatorikus tárak kötődési vizsgálatainál a célfehérjét egy hordozóhoz kapcsolják majd a tár oldatával összerázzák és a hordozóhoz kapcsoltfehérjét elkülönítik. Ezután a megkötött vegyületeket – amelyek hordozzák hozzájuk kapcsolódó kódoló DNS láncokat is – felszabadítják, majd egy lépésben meghatározzák a DNS láncok szekvenciáját és mennyiségét. A DNS szekvenciák meghatározásánál az un. SbS módszert használják. Ez képes párhuzamosan, egy menetben meghatározni több ezer DNS oligomer szekvenciáját.
Szintézis szilárd hordozó makroszkopikus egységeivel
Aa M&K módszer olyan módosításait is kifejlesztették, amelyek lehetővé tették, hogy a tárak komponensei nagyobb mennyiségben képződhessenek, de még megőrizhessék a nagy hatékonyságot. Moran és munkatársai. közleménye szerint. és Nicolau et al. a szilárd fázisú szintézisben általában használt gyantát félig áteresztő kapszulákba zárták, amelyek rádiófrekvenciás címkét is tartalmaztak, amely rögzíti a blokkok kódját és kapcsolódásuk sorrendjét. Az ábra egy ilyen kapszulát és mások által használt hordozóegységeket mutat, amelyek esetében a szintézis a szilárd hordozó felületén történik. A kapcsolások után a kapszulákat a leolvasott tartalmuknak megfelelően kézi úton vagy automatikusan szétválogatják és a következő kapcsolási művelet reakcióedényeibe juttatják. A kapszulákban egyetlen anyag képződik a közönséges M&K módszerél jelentősen nagyobb mennyiségben.
Szilárd hordozók. Átjárható falú kapszula (A), négyzet alakú lemez közepén a kóddal (B), Mimotóp korona szárral (C), érmeszerű kapszula az automatikus válogatóhoz (D)
A zsinórszintézis

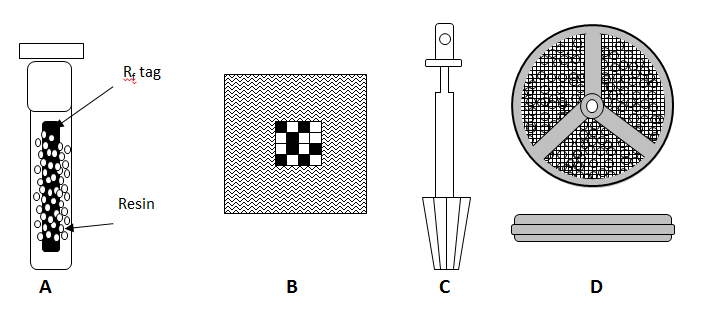
Makroszkópikus Szilárd hordozó egységek. Félig áteresztő falú kapszula (A), sík lapocska (B), Mimotop korona szárral (C), érme alakú félig áteresztő falú kapszula az automatikus szortírozó géphez

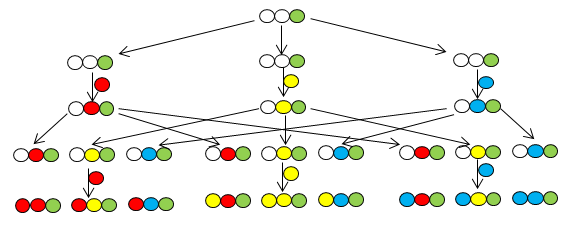
A hordozóegységek szortírozása

A Furka és munkatársai által bevezetett zsinórszintézis. zsinórokra fűzött makroszkopikus szilárd tartóegységeket (koronákat) használ, és az egységeket a zsinóron elfoglalt helyzetük alapján azonosítja. A szintézisben minden építőelemhez egy zsinór van hozzárendelve. A kapcsolási szakaszban a zsinór a rá fűzött kapszulákkal együtt a megfelelő reakcióedényben van. A szintetikus lépésből kilépő zsinórok tartalmát újra kell osztani a következő lépés zsinórjaiba anélkül, hogy össze lennének keverve. Az ábrán látható újra-eloszlás a kombinatorikus eloszlási szabályt követi: a szintetikus lépésben keletkező összes terméket egyenlő arányban osztjuk el a következő szintetikus lépés reakcióedényei, azaz a zsinórok között. Különböző elosztási formátumok követhetők, amelyek lehetővé teszik az egyes koronák tartalmának azonosítását az új húron való pozíciótól és attól függően, hogy a zsinór melyik reakcióedényben volt utóljára.

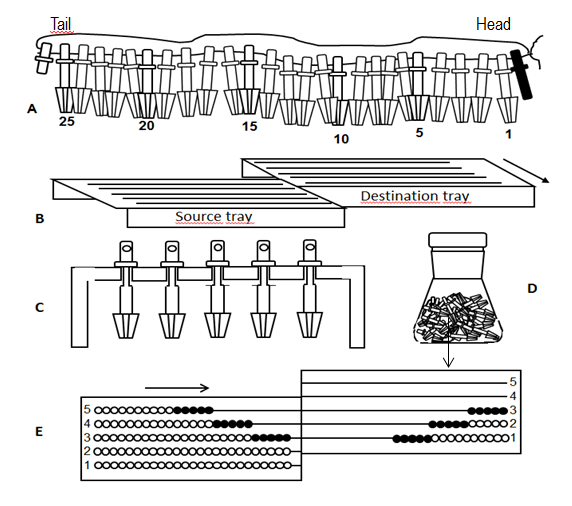
Koronák a zsinóron (A), szortírozó tálcák hornyokkal (B), koronák a hornyokban (C), zsinórra fűzött koronák a reakcióedényben (D) három lépésben átvitt koronák, a harmadik lépésben átvittek fekete színűek(E)

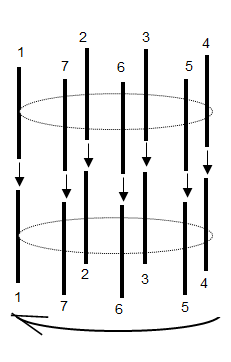
Az automatikus szortírozó gép vázlata

A koronák és a kézi szortírozásánál használt tálcák az ábrán láthatók. A céltálca fentről lefelé mozog lépésről lépésre a forrástálca mellett, miközben a koronák csoportosan kerülnek át a forrástálca nyílásaiból a céltálca minden szemközti nyílásába. Az átviteleket számítógép irányítja, és a termékeket az utolsó zsinórokon elfoglalt koronák helyzete alapján azonosítják. Leírtak egy gyors automata szortírozógépet is. A szortírozó az ábrán látható.
A szerkezet két egymásba fölé helyezett csőkészletből áll. Az alsók lépésről lépésre haladnak a nyíllal jelzett irányba és az érmeszerű egységek a felső forráscsövekből kerülnek az alsó célcsövekbe. A csövek reakcióedényként is szolgálhatnak. Kifejlesztettek egy olyan szoftvert is, amely irányítani tudja a rendezést, ha nem szintetizálnak egy teljes kombinatorikus tárat, csak a komponenseinek egy halmaza készül, amelyeket a teljes tárból válogatnak ki.